# Mieke Suys
Mieke Suys (Gante, 15 de febrero de 1968) es una deportista belga que compitió en triatlón. Ganó una medalla de plata en el Campeonato Europeo de Triatlón de 1996.

## Palmarés internacional
| Campeonato Europeo | Campeonato Europeo    | Campeonato Europeo | Campeonato Europeo |
| Año                | Lugar                 | Medalla            | Prueba             |
| ------------------ | --------------------- | ------------------ | ------------------ |
| 1996               | Szombathely (Hungría) | Medalla de plata   | Individual         |